# Roz Doyle
Rozalind "Roz" Doyle es un personaje de ficción de la serie americana Frasier. Está interpretada por Peri Gilpin, aunque la actriz en quien se pensó originalmente era Lisa Kudrow, quien fue despedida antes de grabar el piloto.
Roz es la productora del programa de Frasier Crane, en la emisora KACL 780AM. A pesar de que en un principio Roz no quiso aceptar el empleo (en un flash-back se revela que Roz intentó darle a otro el trabajo), ella y Frasier pronto se convierten en firmes amigos.
El personaje es un homenaje una de las productoras de Wings (una serie de los creadores de Frasier), quien murió de cáncer en 1991.

## Biografía e importancia en la serie
Roz nació en Wisconsin. Su madre era una política que trabajaba en el Ministerio Público. Tiene una hermana con la que tiene una relación competitiva. Su abuela nació en Irlanda. Harta de los problemas de la pequeña Wisconsin, Roz se mudó a Seattle.
Siendo una mujer atractiva que disfruta de estar con hombres, Roz es a menudo objeto de burlas sobre su promiscuidad. A lo largo de la serie, Roz se preocupa por su apariencia y teme nunca llegar a enamorarse y casarse. Roz tiene numerosos flirteos con compañeros de trabajo, incluso con Bob Bulldog Briscoe. En una ocasión duerme con Frasier, pero ambos coinciden en que su relación se basa solamente en la amistad. Tiene una relación antagónica con el hermano de Frasier, Niles: ella se burla de sus gustos elitistas, mientras que él se burla de las numerosas relaciones de ella.
En 1997, Roz se queda embarazada después de un breve romance con un veinteañero, Rick Garret, y tiene una niña, Alice May Doyle, al año siguiente. Cuando conoce a los padres de Rick, y contempla horrorizada sus enormes narices, Roz teme que su hija tenga los mismos defectos que ella. 
En 2004, Roz se convierte en la directora de la emisora KACL después de que el anterior director, Kenny Daley, decidiese volver a ser un DJ.